# كين هونغ
كين هونغ (بالإنجليزية: Ken Hoang)‏ هو لاعب رياضة إلكترونية ‏ أمريكي، ولد في 10 أكتوبر 1985.